# Hans Leo Hassler
Hans Leo Hassler lub Haßler (ochrzczony 26 października 1564 w Norymberdze, zm. 8 czerwca 1612 we Frankfurcie nad Menem) – niemiecki kompozytor i organista przełomu renesansu i baroku. Był synem norymberskiego organisty, Isaaka Hasslera. Podstawy wykształcenia muzycznego otrzymał od ojca, później podjął studia muzyczne we Włoszech, gdzie uczył się w Wenecji u Andrea Gabrielego. Duży wpływ na późniejszą twórczość Hasslera wywarły także polichóralne dzieła Orlanda di Lassa.
Po powrocie z Wenecji Hassler został organistą na dworze Fuggerów w Augsburgu. Prowadził aktywne życie i odbywał wiele podróży, co wiązało się nadaniem mu w 1602 przez cesarza Rudolfa II tytułu nadwornego muzyka i restauratora instrumentów. Był ceniony jako pedagog, kompozytor, organista, a także jako budowniczy mechanicznych instrumentów muzycznych. W 1607 został obywatelem miasta Ulm, 1608 został członkiem cechu kupców. W tym czasie elektor saski Krystian II Wettyn zaprosił go na swój dwór dla wykonania mechanizmu grającego. W 1610 Hassler dokonał inauguracji nowych organów w kościele w Miśni, planował też budowę nowych organów w kościele zamkowym w Dreźnie. Choroba kompozytora zniweczyła te plany (zapadł na gruźlicę). Zmarł podczas pobytu we Frankfurcie nad Menem, dokąd wyjechał razem z dworem saskim na elekcję nowego cesarza.
Twórczość Hasslera wykazuje wpływy włoskie, a z drugiej strony wpływy niemieckiej kultury mieszczańskiej. Pisał muzykę religijną i świecką (pieśni biesiadne, opracowania tańców – w tym także tańce polskie). W późniejszym okresie twórczości Hassler pisał chorały luterańskie, które stały się wzorcem dla wielu do dziś śpiewanych pieśni protestanckich.